# Шевченко, Кирилл Викторович
Кирилл Викторович Шевченко (бел. Кірыл Віктаравіч Шаўчэнка; род. 26 февраля 2002, Добруш, Гомельская область) — белорусский футболист, защитник клуба «Гомель».

## Карьера

### «Гомель»

#### Начало карьеры
Воспитанник футбольной академии «Гомеля». В 2018 году футболист стал выступать в дублирующем составе гомельского клуба. В 2020 году футболист стал подтягиваться к матчам с основной командой клуба. Дебютировал за клуб футболист 31 мая 2020 года в матче против «Орши», выйдя на замену на 91 минуте. Первым результативным действием за клуб футболист отличился 6 июня 2020 года в матче Кубка Беларуси против минского клуба БГУ, отдав голевую передачу. По итогу сезона футболист вместе с клубом стал серебряным призёром чемпионата, получив право на повышение в Высшую лигу. Следующиё сезон 2021 года футболист начинал в дублирующем составе. Дебютный матч в Высшей лиге футболист сыграл 21 августа 2021 года против минского «Динамо», выйдя на замену на 93 минуте. Однако закрепиться в основной команде клуба футболист так и не смог, продолжая выступать за дублирующий состав.

#### Сезон 2022
В начале 2022 года футболист начинал подготовку к новому сезону с основной командой гомельского клуба. Новый сезон футболист начал с четвертьфинальных матчей Кубка Беларуси, где победили минское «Динамо», однако сам футболист остался на скамейке запасных. Первый матч в сезоне футболист сыграл 20 марта 2022 года против дзержинского «Арсенала», выйдя на замену в начале второго тайма. Вместе с клубом футболист стал обладателем Кубка Беларуси, где в финале 21 мая 2022 года победили борисовский БАТЭ, однако сам футболист в матче участие не принимал. В июле 2022 года футболист вместе с клубом отправился на квалификационные матчи Лиги конференций УЕФА, где по сумме матчей уступили греческому «Арису». Первым результативным действием за клуб футболист отличился 28 августа 2022 года в матче против могилёвского «Днепра», отдав голевую передачу. По итогу сезона футболист вместе с клубом завершил чемпионат на итоговом седьмом месте. 

#### Сезон 2023
Новый сезон футболист начал 25 февраля 2023 года с матча за Суперкубок Беларуси, где с минимальным счётом уступили солигорскому «Шахтёру». Первый матч в чемпионате футболист сыграл 18 марта 2023 года против борисовского БАТЭ, выйдя на замену на 74 минуте. В апреле 2023 года футболист продлил контракт с клубом до конца 2024 года. В июле 2023 года переподписал свой контракт, продлив его до конца 2024 года. В июне 2023 года футболист потерял место в стартовом составе клуба, став оставаться на скамейке запасных. По итогу сезона футболист вместе с клубом завершил чемпионат на итоговом шестом месте в турнирной таблице. На протяжении сезона футболист выступал первоначально в роли ключевого игрока, однако затем до конца сезона преимущественно оставался на скамейке запасных, результативным действиями не отличившись.

#### Сезон 2024
Первый матч в новом сезоне футболист сыграл 17 марта 2024 года против «Слуцка», выйдя на замену на 70 минуте. Также футболист отправился выступать во вторую команду клуба, которая принимала участие во Второй лиге. Вместе с клубом футболист занял второе место в группе дублирующий команд, выйдя в основной этап чемпионата под эгидой Белорусской федерации по футбола. По итогу футболист вместе с клубом заняли итоговое пятое место в чемпионате, в раунде плей-офф победив минский клуб «Крумкачи». Также вместе с основной командой футболист завершил чемпионат на итоговом ществом месте в турнирной таблице. Однако результативными действиями футболист отличился лишь за вторую команду клуба в регулярной части чемпионата, забив 5 голов и отдав 8 голевых передач.

#### Сезон 2025
В январе 2025 года футболист продлил контракт с гомельским клубом до конца сезона. Начало сезона футболист был вне расположения гомельского клуба. В июне 2025 года футболист вновь отправился во вторую команду клуба, которая уже принимала участие в Первой лиге. Первый матч в сезоне футболист сыграл 14 июня 2025 года против «Барановичей», выйдя на поле в стартовом составе.

## Достижения
«Гомель»
- Обладатель Кубка Беларуси: 2021/22